# Selubuk
Selubuk is een bestuurslaag in het regentschap Bengkulu Utara van de provincie Bengkulu, Indonesië. Selubuk telt 912 inwoners (volkstelling 2010).